# Björnmossa
Björnmossa eller stor björnmossa (Polytrichum commune) är en art som tidigast beskrevs av Johann Hedwig 1801. Enligt Catalogue of Life och Dyntaxa ingår björnmossa i släktet björnmossor, familjen Polytrichaceae och fylumet bladmossor ("Bryophyta"). Vanlig i stora delar av Sverige och Norden. Totalutbredningen omfattar Europa, Afrika, Asien, Nordamerika, Sydamerika, Grönland, Australien och Nya Zeeland. Arten är reproducerande i Sverige. Inga underarter finns listade i Catalogue of Life.
Björnmossa växer i miljöer med hög fuktighet, som tex längs skogsbäckar eller i fuktiga barrskogar. Den kan täcka flera kvadratmeter stora ytor. Det är en storvuxen mossa, där plantorna kan bli uppt till 40 centimeter långa och med "blad" på 5–10 millimeter. Ofta växer plantorna tätt ihop, så att säga i "kuddar".
Fynd från bronsåldern visar att man flätade rep och korgar av björnmossefibrer genom att skala av blad från mossan. Mossan har också används till att täta mellan stockarna i timmerhus, som djurfoder och som stoppning för kuddar, madrasser och dylik. Samerna har använt färsk mossa som täcker genom att skala av ett större sjok från marken. Det beskrivs av Linné.
Arten är tvåbyggare (dioik), det vill säga olika enskilda plantor är antingen han- eller honplantor. Hanplantorna känns igen på sina röda bladrosetter. Honplantorna har hårliknande skott, som sedan utvecklas till sporhus. Sporhusen har ett membran i öppningen som förstärker effekten av vinden för att skaka ut sporerna ur de hål som sitter i en ring kring öppningen.

## Galleri

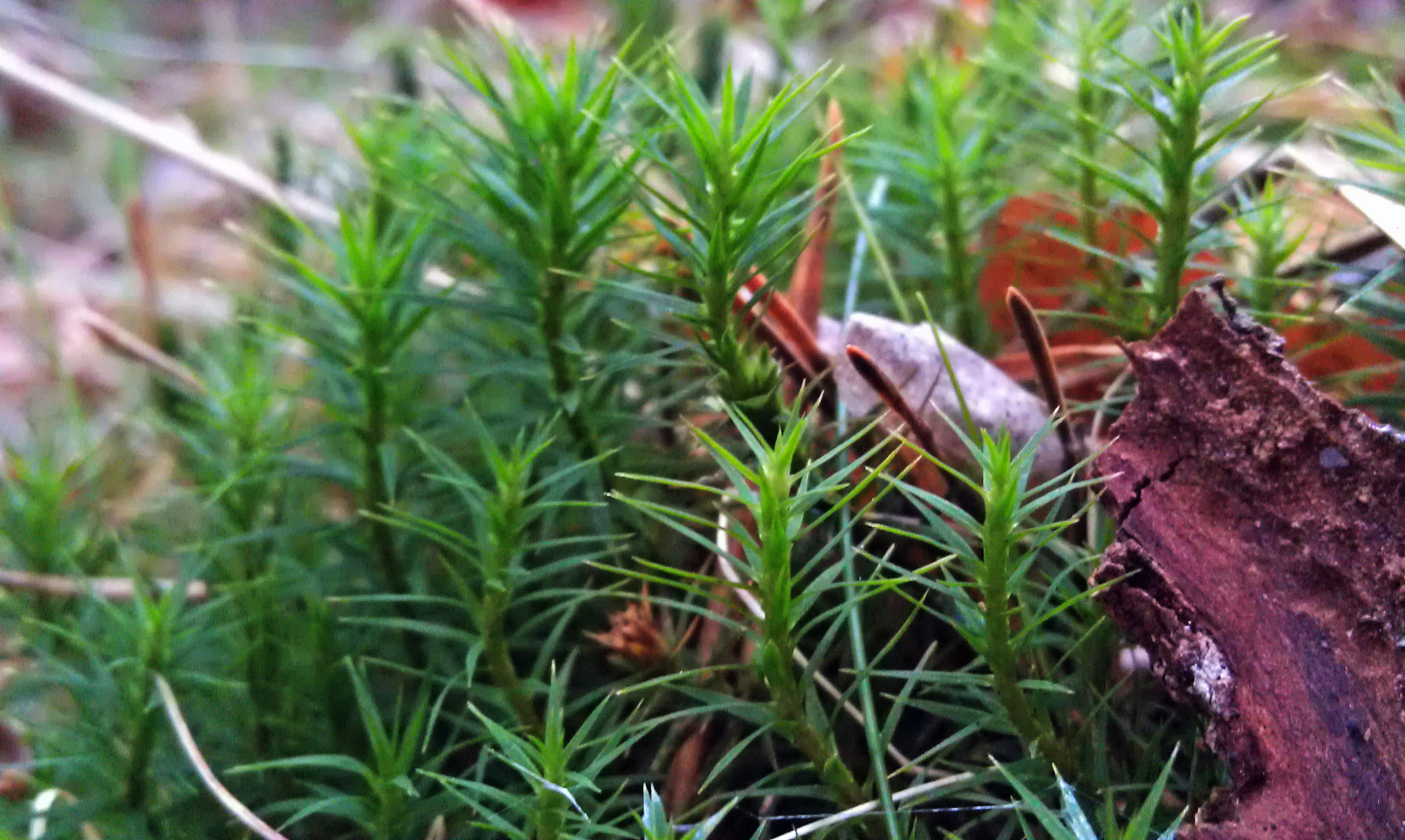
Björnmossa i Halland, Sverige.
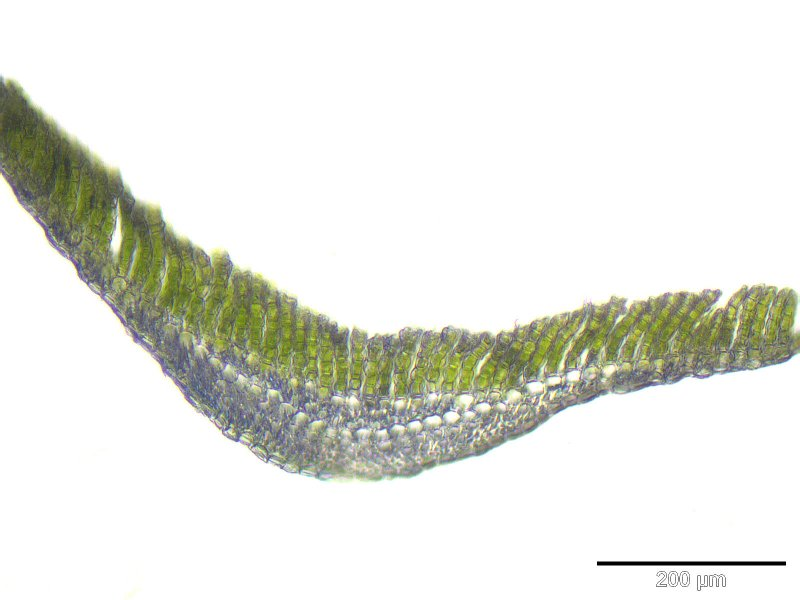
Förstorat tvärsnitt av ett blad från björnmossa.
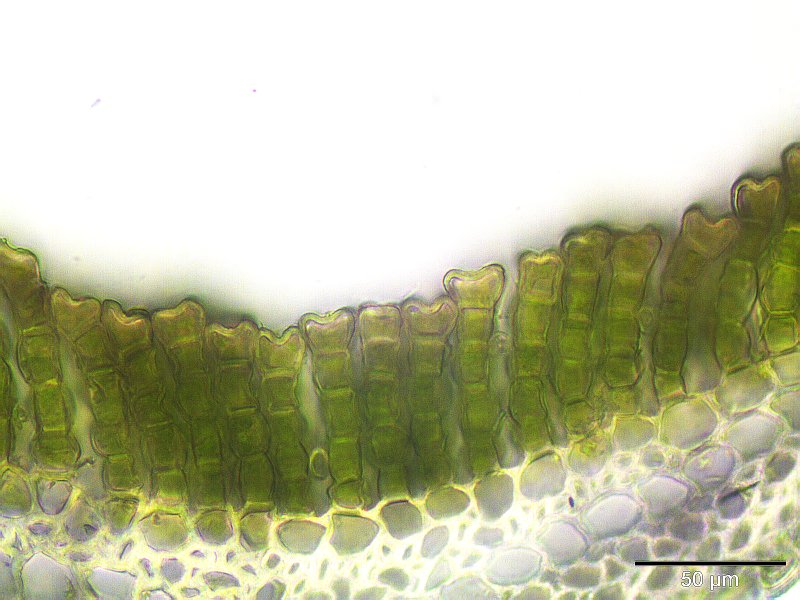
Stark förstoring av björnmossa.
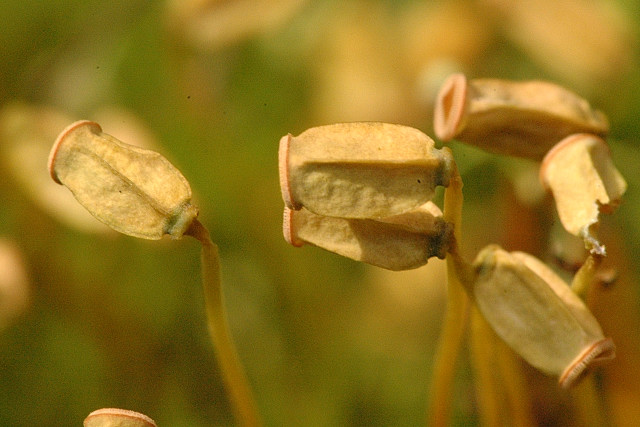
Honplanta
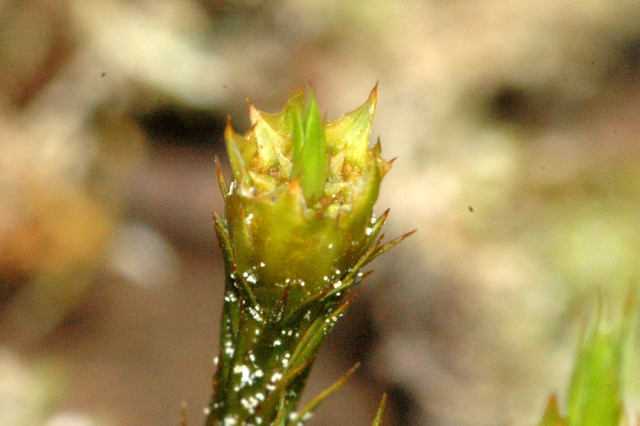
Hanplanta
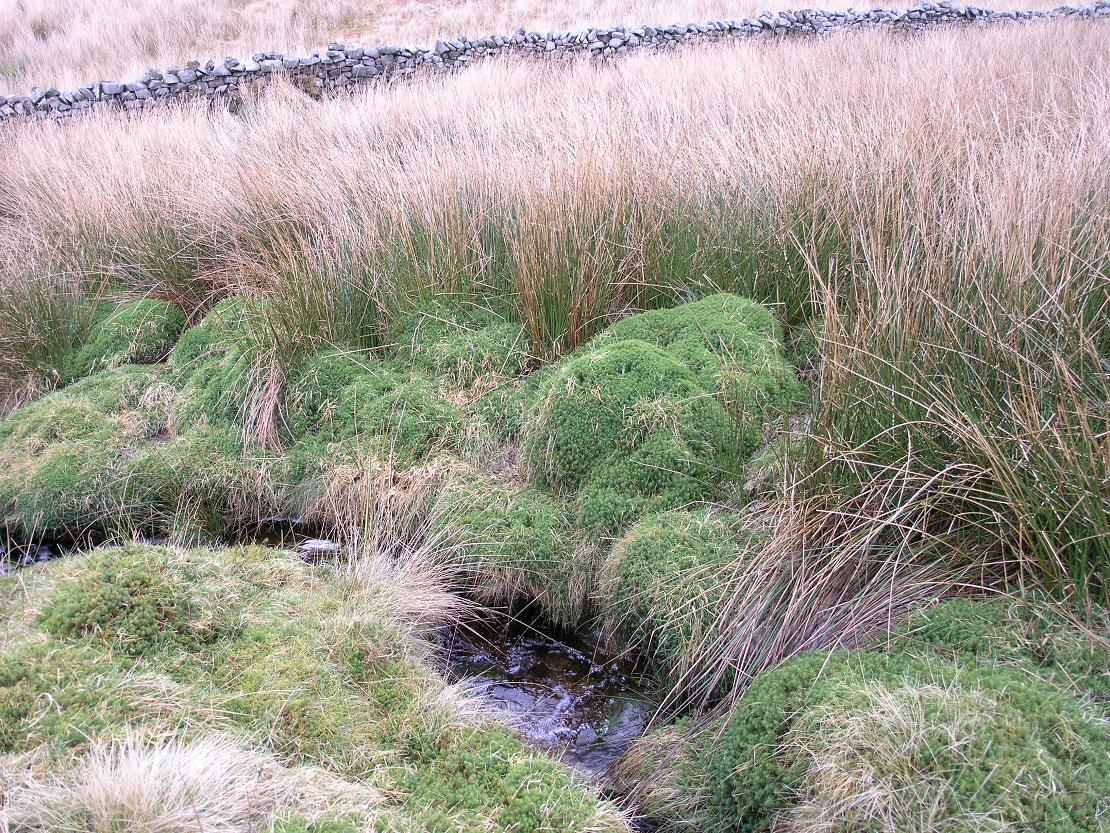
Kuddar av björnmossa nära Lancaster i England.
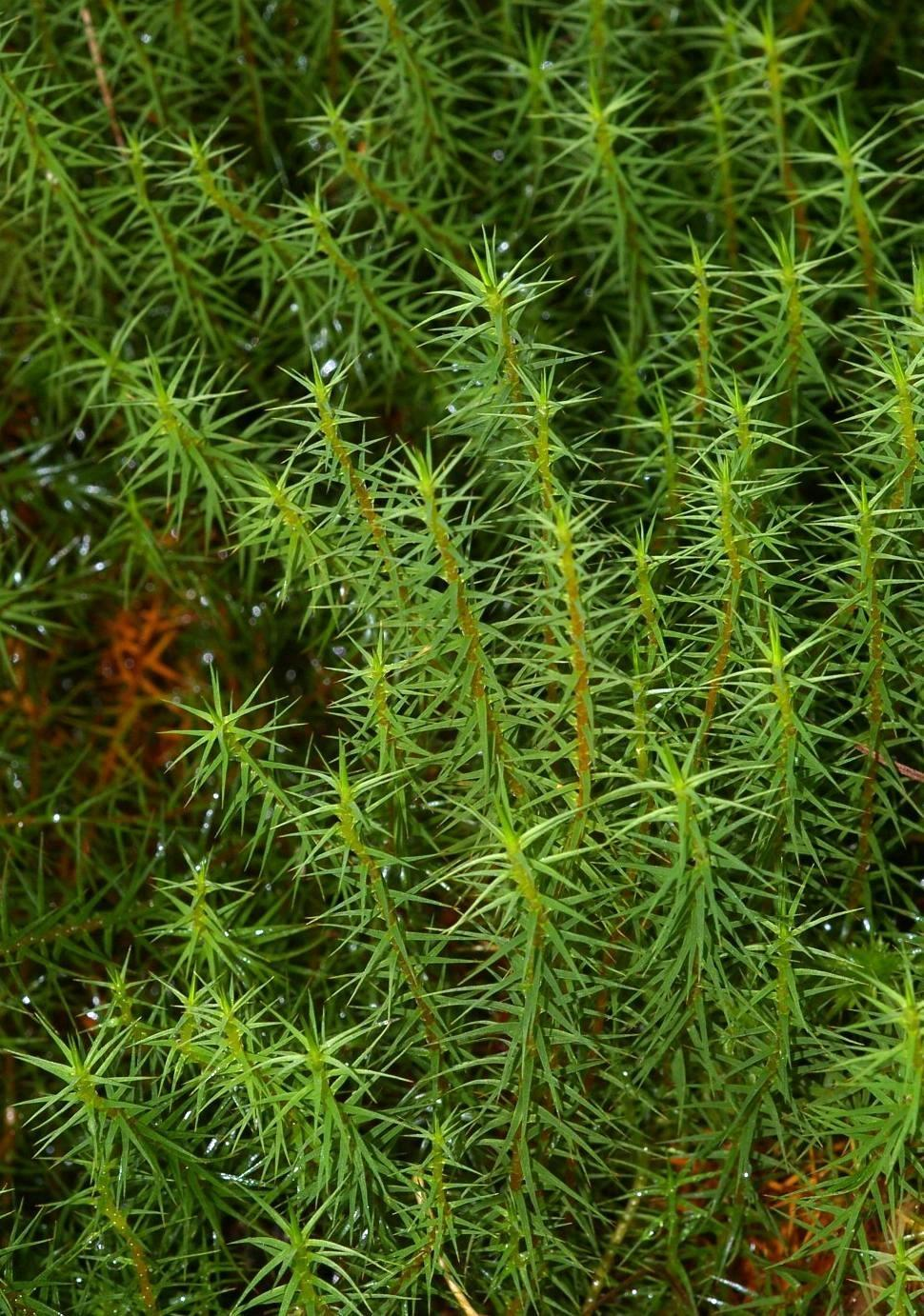
Björnmossa i en mosse i norra Tyskland.
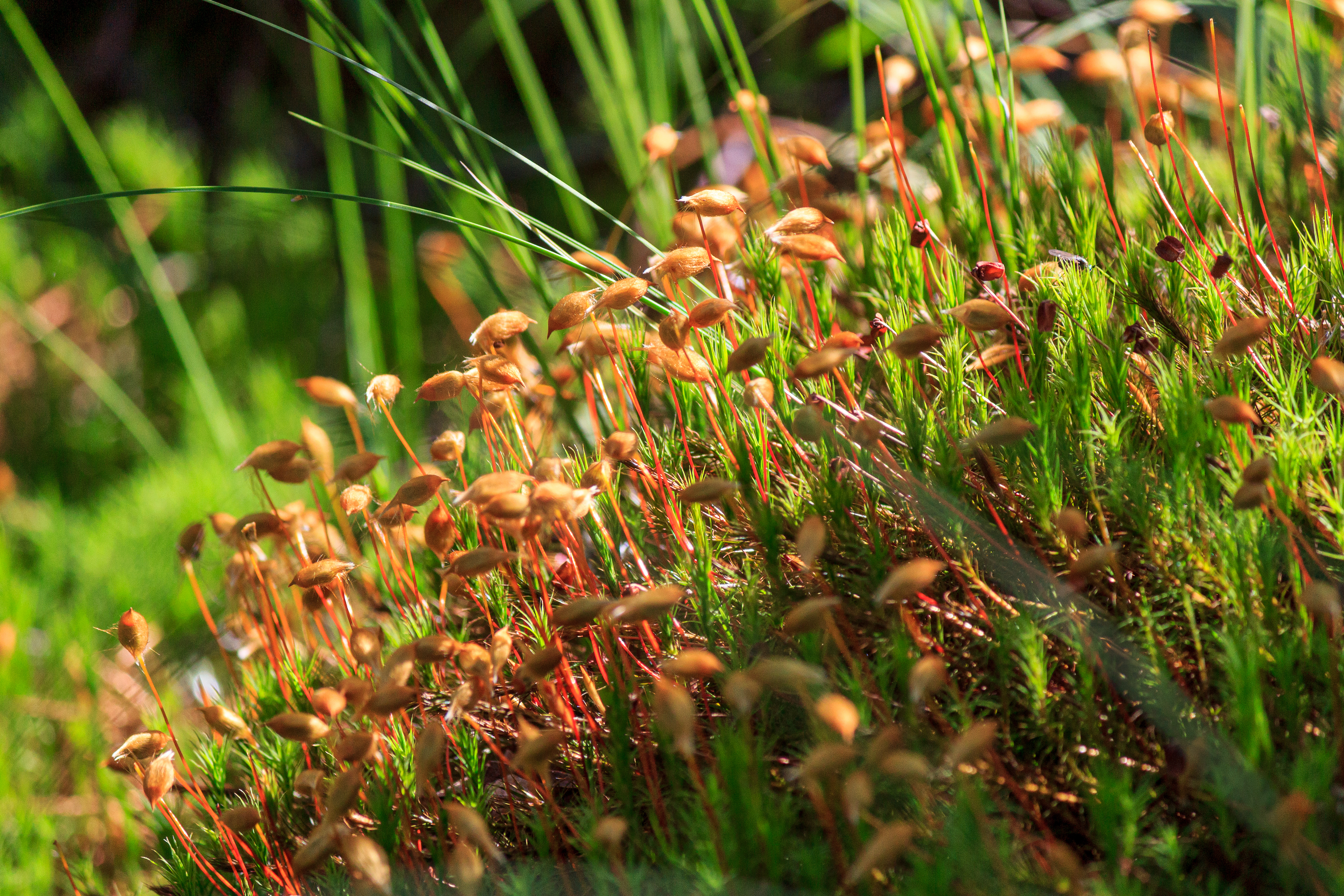
Honplantor med sina hårliknande skott i Brastad.

## Landskapsmossa
Det är Hälsinglands landskapsmossa.